# Banjar Negara (Ciwandan)
Banjar Negara is een bestuurslaag in het regentschap Cilegon van de provincie Banten, Indonesië. Banjar Negara telt 5754 inwoners (volkstelling 2010).